# Assemblea Nacional de Zàmbia
L'Assemblea Nacional és l'òrgan legislatiu unicameral de Zàmbia. Entre 1972 i 1990, Zàmbia va ser un estat unipartidista amb el Partit de la Independència Nacional Unit (UNIP) com a únic partit legal.
L'actual AN, constituïda arran de les eleccions celebrades l'11 d'agost de 2016, té un total de 166 membres, dels quals 156 són elegits directament en circumscripcions uninominals mitjançant l'escrutini uninominal majoritari, i s'ocupen vuit escons addicionals mitjançant el nomenament presidencial. També es concedeix un escó al propi president, al vicepresident primer i al vicepresident. L'edat mínima per votar és de 18 anys, mentre que els candidats a l'Assemblea Nacional han de tenir almenys 21 anys